# Bilono I
Bilono I est un village de la région du Centre du Cameroun. Il est localisé dans l'arrondissement (commune) d'Okola. On y accède par la piste rurale qui lie Okoukouda à Ezezang et à Nkometou II.

## Population et société
En 1965, la population de Bilono I était de 200 habitants. Bilono I comptait 288 habitants lors du dernier recensement de 2005. La population est constituée pour l’essentiel du peuple Eton.